# Sonoraïta
La sonoraïta és un mineral de la classe dels òxids. Anomenat així l'any 1968 per Richard Valentine Gaines, Gaibrielle Donnay, i Max H. Hey per l'estat de Sonora (Mèxic), on es troba la localitat tipus del mineral.

## Característiques
La sonoraïta és un òxid de fórmula química Fe3+(TeO₃)(OH)·H₂O. Cristal·litza en el sistema monoclínic. La seva duresa a l'escala de Mohs és 3.
Segons la classificació de Nickel-Strunz pertany a «04.JN - Tel·lurits amb anions addicionals, amb H₂O» juntament amb els següents minerals: eztlita, poughita, cesbronita, oboyerita i juabita.

## Formació i jaciments
La sonoraïta es forma com a mineral secundari derivat de l'oxidació de menes amb cert contingut de tel·luri. Ha estat descrita al Japó, Mèxic i als Estats Units.